# Giacomo Gonnella
Giacomo Gonnella (Vinci, 28 settembre 1967) è un attore italiano.

## Biografia
Recita in numerose serie televisive come Il bello delle donne nel 2001 e in Distretto di Polizia nel 2003 e nel 2006. Al cinema ha recitato in moltissimi film tra i quali Manuale d'amore nel 2005 con la regia di Giovanni Veronesi.

## Filmografia

### Cinema
- Un tè con Mussolini, regia di Franco Zeffirelli (1999)
- Titus, regia di Julie Taymor (1999)
- La carbonara, regia di Luigi Magni (2000)
- I cavalieri che fecero l'impresa, regia di Pupi Avati (2001)
- Pinocchio, regia di Roberto Benigni (2002)
- Manuale d'amore, regia di Giovanni Veronesi (2005)
- Caòtica Ana, regia di Julio Medem (2007)
- Ultimi della classe, regia di Luca Biglione (2008)
- Shark in Venice, regia di Danny Lerner (2008)
- Trappola d'autore, regia di Franco Salvia (2009)
- I calcianti, regia di Stefano Lorenzi (2015)
- Malati di sesso, regia di Claudio Cicconetti (2018)

### Televisione
- L'amore oltre la vita, regia di Mario Caiano (1999)
- Il bello delle donne, regia di Lidia Montanari e Luigi Parisi (2001)
- In Love and War, regia di John Kent Harrison (2001)
- La notte di Pasquino, regia di Luigi Magni (2003)
- Distretto di Polizia, regia di Monica Vullo (2003)[non chiaro]
- Kate & Emma - Indagini per due (Murder in Suburbia), 1 episodio (2005)
- Empire, regia di John Gray e Kim Manners – miniserie TV, 2 puntate (2005)
- L'inchiesta, regia di Giulio Base – miniserie TV (2006)
- Distretto di Polizia 6, regia di Antonello Grimaldi - serie TV, episodio 6x10 (2006)
- El mundo de Chema, regia di Carlos Latre e Tom Roca (2006)
- La sacra famiglia, regia di Raffaele Mertes (2006)
- Roma (Rome) – serie TV, episodi 2x02-2x03 (2007)
- La senora, regia di Jordi Frades e Jorge Torregrossa (2008)
- R.I.S. Roma 2 - Delitti imperfetti, regia di Francesco Micciché, episodio 2x06 (2011)
- I Borgia (The Borgias) – serie TV, episodi 2x04-2x06 (2012)